# (1559) Kustaanheimo
(1559) Kustaanheimo es un asteroide perteneciente al cinturón de asteroides descubierto el 20 de enero de 1942 por Liisi Oterma desde el observatorio de Iso-Heikkilä, Finlandia.

## Designación y nombre
Kustaanheimo fue designado inicialmente como 1942 BF.
Más adelante se nombró en honor del astrónomo finés Paul Kustaanheimo (1924-1997).

## Características orbitales
Kustaanheimo orbita a una distancia media del Sol de 2,39 ua, pudiendo alejarse hasta 2,71 ua. Tiene una excentricidad de 0,1339 y una inclinación orbital de 3,192°. Emplea 1350 días en completar una órbita alrededor del Sol.